# 11 Parthenope
Partenope (dal greco antico Παρθενόπη?, catalogato secondo la designazione asteroidale come 11 Parthenope) è un grande e brillante asteroide della Fascia principale. La sua composizione è una miscela di nichel e ferro allo stato metallico e silicati di magnesio e ferro.
Parthenope fu scoperto l'11 maggio 1850 da Annibale de Gasparis come un oggetto della nona magnitudine, il secondo dei nove asteroidi individuati nella sua vita. Fu battezzato così in onore di Partenope, una delle sirene nella mitologia greca, che secondo la leggenda fondò la città di Napoli. Quando de Gasperis individuò Igea nel 1849, John Herschel gli suggerì di adottare il nome Partenope per quell'asteroide, per omaggiare il luogo della scoperta - l'osservatorio di Capodimonte a Napoli. De Gasperis, allora, decise di impegnarsi allo stremo per individuare un secondo asteroide e realizzare l'impresa di «avere una "Parthenope" nei cieli»; annunciò la scoperta in una lettera a John Herschel nel maggio del 1850.
Sono state osservate due occultazioni stellari di Parthenope, una il 13 febbraio 1987 e un'altra il 28 aprile 2006.